# Ана Марија Моцони
Ана Марија Моцони (итал. Anna Maria Mozzoni; Милано, 5. мај 1837 — Рим, 14. јун 1920) била је италијанска феминисткиња и најзначајнија фигура суфражетског покрета заслужна за утемељење феминистичког покрета у Италији.
На почетку своје каријере, Моцонијева је прихватила утопијски социјализам француског филозофа Шарла Фуријеа. Касније је бранила сиромашне и борила се за родну равноправност, истичући неопходност запошљавања жена како би се њихова личност развијала ван патријархалне породице.
Године 1864. написала је дело „Жена и њен друштвени однос поводом ревизије италијанског грађанског кода“ (итал. La donna e i suoi rapporti sociali in occasione della revisione del codice italiano), феминистичку критику италијанског породичног закона. Године 1877. покренула је петицију да парламент женама да право гласа. Наредне године представљала је Италију на Међународном конгресу о женским правима (енгл. International Congress on Women's Rights) у Паризу. Године 1879. превела је есеј „Потчињеност жене“ (енгл. The Subjection of Women) Џона Стјуарта Мила са енглеског на италијански језик. Године 1881. Моцонијева се придружила осталим републиканцима, радикалима и социјалистима који су захтевали опште право гласа, а самим тим и право гласа за жене. Исте године у Милану оснива Лигу за промоцију женских интереса (итал. Lega promotrice degli interessi femminili) како би промовисала бројне теме од значајног интереса за жене. Наставила је да се бори за женска права до краја свог живота и изнела је бројне предлоге италијанском парламенту од 1877. до 1906. Преминула је у Риму 1920. године.